# Bolesław cieszyński (1331/1332–1356)
Bolesław (ur. 1331 lub 1332, zm. 23 lipca 1356 w Pradze) – przedstawiciel cieszyńskiej linii Piastów, kanonik krakowski i wrocławski, prepozyt kościoła Wszystkich Świętych na zamku praskim, kapelan Karola IV Luksemburskiego.
Syn księcia cieszyńskiego Kazimierza I i Eufemii, córki księcia czerskiego Trojdena I.
Jak większość dzieci Kazimierza I został przeznaczony do stanu duchownego. Razem z nim kościelną karierę podjęły jego dwie siostry (Jolanta Helena i Elżbieta), a także dwaj bracia (Jan i Siemowit). Przyczyny oddania przez Kazimierza I do stanu duchownego trzech z pięciu synów należy upatrywać w niedostatecznej do podziału na pięciu męskich potomków powierzchni księstwa cieszyńskiego. Ojciec miał na uwadze fakt, że rola władców małych księstewek zostanie zmarginalizowana. Ponadto książęta cieszyńscy jako lojalni lennicy Luksemburgów mogli spodziewać się pomocy królów Czech – Jana i Karola – w uzyskaniu wysokich godności kościelnych.
W 1345 Bolesław był jeszcze zwykłym klerykiem. Wówczas Jan Luksemburski rozpoczął starania o uzyskanie dla niego kanonikatu i prebendy w katedrze wrocławskiej lub krakowskiej. W ich efekcie w 1349 Bolesław zasiadł w kapitule krakowskiej. Następca Jana, Karol, uzyskał dla niego także kanonikat wrocławski, zaś w 1353 ustanowił go swoim osobistym kapelanem, co wiązało się z objęciem przez Piasta cieszyńskiego stanowiska prepozyta kościoła Wszystkich Świętych na królewskim zamku w Pradze.
Miejsce pochowania Bolesława nie jest znane.